# Sporting Club de Bel Abbès
 (mars 2024).
Si vous disposez d'ouvrages ou d'articles de référence ou si vous connaissez des sites web de qualité traitant du thème abordé ici, merci de compléter l'article en donnant les références utiles à sa vérifiabilité et en les liant à la section « Notes et références ».
Maillots
Le Sporting Club de Bel-Abbès (en arabe : النادي الرياضي بلعباس), plus couramment abrégé en SC Bel-Abbès, est un ancien club de football algérien fondé en 1906 et dissous en 1961, et basé dans la ville de Sidi Bel Abbès.
Sur un peu plus d'un demi-siècle, ce club s'impose comme l'un des principaux clubs d'algérie en remportant à de nombreuses reprises le championnat d'Oranie, la coupe d'Afrique du Nord puis la coupe d'Algérie. Avec sept titres, le SC Bel-Abbès est le club le plus couronné du championnat d'Afrique du Nord, compétition disparue en 1956.
Résident habituel du stade Paul André, capable de réunir trois à quatre mille places spectateurs, le Sporting dispute ses matchs prestigieux (en Coupe de France notamment) à Oran, au stade Monréal puis au stade Fouques-Duparc.

## Historique
Fondé en 1906 par Georges Lhermine (premier président du club) et Edmond Veith, le SC Bel-Abbès connaît deux périodes fastes, au cours des années 1920 puis des années 1950, au cours desquelles il remporte la majeure partie de ses titres.

### Années 1920
Au cours des années 1920, le Sporting remporte le championnat d'Oranie sept fois d'affilée, mais surtout le championnat d'Afrique du Nord à cinq reprises.
En 1922, après sa victoire en championnat d'Afrique du Nord, le club est invité à affronter le Red Star, vainqueur de la coupe de France (seule compétition nationale de la métropole à l'époque), où évoluent notamment Lucien Gamblin et le gardien de but Pierre Chayriguès. Le club de Bel-Abbès crée la surprise en s'imposant à Paris (2-1),.

### Années 1950

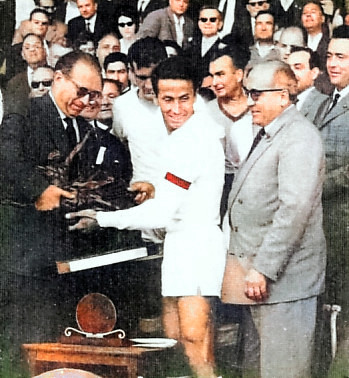
À Alger, le 8 mai 1960, le capitaine du SC Bel-Abbès Gros, reçoit le trophée de la Coupe d'Algérie

Au cours des années 1950, le Sporting remporte de nouveau le championnat d'Oranie sept fois d'affilée.
Le 6 mai 1951, le club remporte pour la première fois la coupe d'Afrique du Nord, grâce à une victoire (1-0) sur le WAC Casablanca. L'équipe du SCBA est composée de Domingo, Manolo Rodriguez, Mallol, Aber, Cano, Piou Diaz, Séva, Driss, Chtouki et Abdesslem. En 1953 et 1954, les Bel-Abbésiens sont champions d'Afrique du Nord.
En 1955, le Sporting remporte de nouveau la coupe d'Afrique du Nord, face au Gallia Sport d'Alger. Le SCBA, mené 2-1 à quelques minutes de la fin, égalise par Aber, avant que les Algérois n'encaissent trois nouveaux buts en prolongation. L'Echo d'Oran titre le lendemain: « la plus grande et la plus émouvante finale de l'histoire du football Nord Africain »[réf. nécessaire]. L'année suivante, il est finaliste face à l'USM Bel-Abbès de Larbi Benbarek, mais la rencontre n'est pas organisée du fait d'événements.
En 1958, le Sporting remporte la Coupe d'Algérie de football (FFF) par 4 buts à 0 contre l'AS Saint-Eugène. Composition de l'équipe : Guttierez, Marion, Cano, Salas, Calatayud, Benyamina, Gros, Bengamra, Lepage, Aber et Diaz.
En 1959, ils l'a remporteront une deuxième fois successivement en battant la CSA Marsa 1 but à 0.
Lors de la coupe de France 1959, le Sporting réalise plusieurs exploits successifs : le club l'emporte d'abord sur l'US Quevilly (1-0), champion de France amateur en titre, puis face au CA Paris (2-0), club de Division 2, avant de s'incliner de justesse face au Stade rennais, club de première division (1-0 après prolongation).

### Saison 1959/1960
Au 5ème tour de la Coupe de France le 29 novembre, le Sporting réalisa une belle performance en battant par 3 buts à 0 les amateurs de l'Union sportive auchelloise nouvelle grâce à un doublé de Taillepierre et un but contre son camp de Wisnieski.
Composition : Guttierez, Salas, Moulon, Macia, Marion, Perlès, Gros, Taillepierre, Lepage, Bielietski et Diaz.
Le 27 décembre 1959, ils seront éliminés au 6ème tour face aux professionnels de l'Olympique de Marseille par 6 buts à 0.
Le 7 mai 1960, devant un stade archicomblé le Sporting de bel-abbès réussit le doublé en gagnant le championnat d'Algérie face au Club athlétique liberté d'Oran et en remportant la coupe d'Algérie face à l'Olympique d'Hussein-Dey par 3 buts à 0. L'équipe du SCBA était composée de : Guttièrez, Salas, Moulon, Macia, Marion, Perlès, Gros, Bieleski, Taillepierre, Lepage, Martinez.
Le 22 mai 1960 à Alger le Sporting se qualifie pour les demi-finales du championnat de France amateurs en battant l'ESA Brive par 2 buts à 0. Ils seront éliminés en demi-finales par le FC Nancy 1 but à 0 à Mâcon en France le 29 mai 1960.

### Saison 1960-1961
Le 1er mai 1960, le SCBA rencontre lors d'un match de gala, l'Équipe de France militaire. Le match se terminera par une égalité 1-1.

Le 18 décembre 1960 en Coupe de France, le Sporting sera éliminé au 6ème tour par l'équipe professionnelle de Alès 2 buts à 0.
Ils termineront vice-champion du championnat d'Algérie, devancés de 4 points par L'AS Saint-eugène : 26pts à 22pts.

### 1962, la dernière année.
En 1962, le Sporting remporta le groupe Algérie pour la qualification au championnat de France amateurs. Mais à cause de la guerre, la compétition s'arrêtera cette année là. Le dernier match du SCBA fut un match amical contre Orleansville qu'ils gagneront par 5 buts à 2 le 8 avril 1962.

## Palmarès

### Section football
| Compétitions nationales | Compétitions internationales |
| --- | --- |
| - Championnat d'Oran (18) (record) - Champion : 1911, 1912, 1913, 1922, 1923, 1924, 1925, 1926, 1927, 1928, 1947, 1952, 1953, 1954, 1955, 1956, 1957 et 1958 - Coupe d'Oran (2) - Vainqueur : 1923 et 1924 - Championnat d'Algérie (FFF) (1) (record) - Champion : 1960 - Vice-Champion : 1958, 1959 et 1961 - Coupe d'Algérie (FFF) (3) (record) - Vainqueur : 1958, 1959 et 1960 | - Ligue des champions de l'ULNA (7) (record) - Champion : 1922, 1924, 1925, 1926, 1927, 1953 et 1954 - Vice-champion : 1923, 1928 et 1947 - Coupe des coupes de l'ULNA (2) - Vainqueur : 1950/51 et 1954/55 - Finaliste : 1949/50 - Championnat d'Afrique du Nord Française (1) - Champion : 1913 |

### Classement en championnat d'Oranie par année
- 1920-21 : Division d'Honneur, 2e
- 1921-22 : Division d'Honneur, 1re Champion
- 1922-23 : Division d'Honneur, 1re Champion
- 1923-24 : Division d'Honneur, 1re Champion
- 1924-25 : Division d'Honneur, 1re Champion
- 1925-26 : Division d'Honneur, 1re Champion
- 1926-27 : Division d'Honneur, 1re Champion
- 1927-28 : Division d'Honneur, 1re Champion
- 1928-29 : Division d'Honneur, ?e
- 1929-30 : Division d'Honneur, 2e
- 1930-31 : Division d'Honneur, 3e
- 1931-32 : Division d'Honneur, ?e
- 1932-33 : Division d'Honneur, ?e
- 1933-34 : Division d'Honneur, 8e, Joue les barrages et conserve sa place
- 1934-35 : Division d'Honneur, 2e
- 1935-36 : Division d'Honneur, ?e
- 1936-37 : Division d'Honneur, 2e
- 1937-38 : Division d'Honneur, ?e
- 1938-39 : Division d'Honneur, ?e
- 1939-40 : Division d'Honneur, ?e
- 1940-41 : Division d'Honneur, 3e
- 1941-42 : Division d'Honneur, ?e
- 1942-43 : Division d'Honneur, ?e
- 1943-44 : Division d'Honneur, ?e
- 1944-45 : Division d'Honneur, ?e
- 1945-46 : Division d'Honneur, ?e
- 1946-47 : Division d'Honneur, 1re Champion
- 1947-48 : Division d'Honneur, 2e
- 1948-49 : Division d'Honneur, ?e
- 1949-50 : Division d'Honneur, ?e
- 1950-51 : Division d'Honneur, 3e
- 1951-52 : Division d'Honneur, 1re Champion
- 1952-53 : Division d'Honneur, 1re Champion
- 1953-54 : Division d'Honneur, 1re Champion
- 1954-55 : Division d'Honneur, 1re Champion
- 1955-56 : Division d'Honneur, 1re Champion
- 1956-57 : Division d'Honneur, 1re Champion
- 1957-58 : Division d'Honneur, 1re Champion
- 1958-59 : Division d'Honneur, 1re Champion
- 1959-60 : CFA Algérie, 1re Champion
- 1960-61 : CFA Algérie, 2e
- 1961-62 : CFA Algérie, ?e Compétition arrêtée

## Personnalités du club

### Joueurs emblématiques
Dans les années 1920, les joueurs du SCBA Manzanares[Qui ?] et André Liminana sont sélectionnés en équipe de France. Plus tard, Joseph Rodriguez, Emmanuel Aznar ou Sauveur Rodriguez débutent à Bel-Abbès avant de réaliser une carrière professionnelle en championnat de France. On peut également citer les noms de Slimane Benyamina, Djillali Aber, Joseph "Jobic" Lepage, Amato Olmiccia (futur professionnel de l'AS Monaco), Marion, Serge Guttierez, Cascalès, Di Orio, Georges Taillepierre (futur professionnel au Red Star), Hubert Gros (capitaine des années 1950), Saïd Amara, Yung, Ploner[Qui ?].
- Djillali Aber
- Saïd Amara
- Slimane Benyamina
- Wilhelm Heiss
- Jean-Pierre Alba
- Emmanuel Aznar
- Jacques Bensadoun
- Robert Bottini, (Équipe de France olympique de football 1948)(SC Bel-Abbès ,SA Marrakech et USD Meknès)
- Antoine Diaz
- Jean Gonzales, (SC Bel-Abbès 1934-36, Red Star 1936-39,CA Paris 1939-JAN 1945, Stade rennais FC JAN 1945-46 et le Havre AC 1946-47)
- Hubert Gros
- Serge Guttierez , (SC Bel-Abbès 1957-58 et OGC Nice 1961-62)
- Jean-Paul Lacaza
- Maurice Lacasa
- Gilbert Lapeyrie
- Joseph Le Page dit "Jobic", (Stade lamballais 1945-50, Stade rennais FC 1950-54  et SC Bel-Abbès 1957-58)
- André Liminana
- François Maillol
- Jean-Pierre Martinez
- Amato Olmiccia, (AS Monaco 1951-52 et SC Bel-Abbès 1953-54)
- André Philippot
- Jean-Pierre Perlès (SC Bel-Abbès 1953-62 Racing Club Vichy football 1962-63 SO Mazamet 1966-67 Football Agglomération Carcassonne 1967-68 Salon Bel Air Foot 1963-1964)
- René Rebibo
- Joseph Rodriguez
- Sauveur Rodriguez
- Eugène Salas
- Jules Salvador
- Georges Taillepierre
- Antonio Alméro dit "Antoine", (SC Bel-Abbès1921-28 et SC nîmois 1928-33)
- Gilbert JAMES, (AS Béziers1954-58, SC Bel-Abbès1959-60, Red Star FC 1961-62 et Stade Quimpérois 1963-64)
- Jean Marion (football), (SC Bel-Abbès1958-60, CSL Dijon 1962-64 et 1968-1971)
- André Lepage, (SC Bel-Abbès1958-59, FC Nantes 1960-61, FC Nantes B 1961-64 et AS Brest 1964-67)
- Stéphane Dakowski
- René Charrière, (LOSC Lille 1956-58, SC Bel-Abbès1958-59, LOSC Lille 1959-61, et La Voulte 1961-62)

### Entraîneurs
Dans les années 1950, l'équipe première est entraînée successivement par l'ancien international français François Hugues et par René Rebibo.
Dans les années 1960, l'équipe première a également été entraînée par l'ancien joueur Jackstell.

### Présidents
| Nom              | Période     |
| ---------------- | ----------- |
| Georges Lhermine | 1906 – 0000 |
| Gaston Lisbonne  | –           |
| ... Marin        | –           |
| Paul André       | –           |
| ... Cambe        | –           |
| ... Freychet     | –           |
| ... Péri         | –           |